# Conducto nasolagrimal
El conducto nasolagrimal (o, más correctamente,[cita requerida] conducto lagrimonasal) transporta las lágrimas desde el saco lagrimal hasta la cavidad nasal. El exceso de lágrimas fluye a través del conducto nasolagrimal, que se abre en la nariz. Esta es la razón por la que la nariz comienza a gotear cuando una persona llora o tiene los ojos llorosos debido a una alergia, o incluso por la que a veces pueden saborearse las lágrimas.
Como el saco lagrimal, este conducto está cubierto por epitelio columnar estratificado, el cual contiene células caliciformes, secretoras de moco, y está rodeado de tejido conectivo.
La obstrucción del conducto nasolagrimal lleva al desbordamiento por exceso de lágrimas conocido como epífora. La obstrucción congénita puede causar una expansión quística conocida como dacrocistocelia. Las personas que sufren de sequedad ocular pueden tratarse mediante la implantación de tapones puntuales, que sellan los conductos y de este modo limitan la cantidad de fluido drenado, reteniendo la humedad.
El canal que contiene al conducto nasolagrimal se denomina canal nasolagrimal.

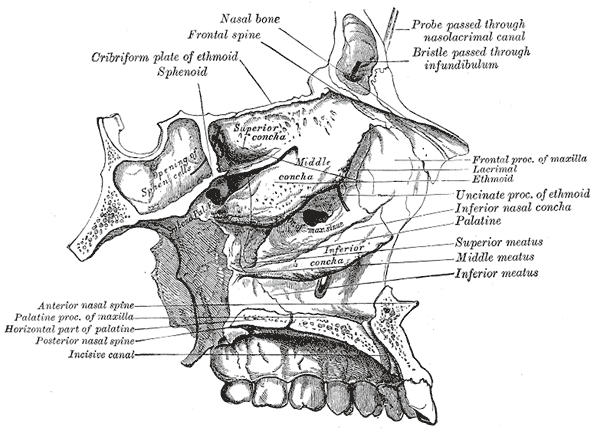
Techo, piso y pared lateral de la cavidad nasal.

## Información adicional
El conducto nasolagrimal drena dentro del meato inferior.